# Schitu (okręg Konstanca)
Schitu – wieś w Rumunii, w okręgu Konstanca, w gminie Costinești. W 2011 roku liczyła 1490 mieszkańców.